# باول فانك
باول فانك (بالألمانية: Paul Funk)‏ هو رياضياتي نمساوي، ولد في 1886، وتوفي في 1969.